# فيروس تبرقش الخيار
فيروس تبرقش الخيار (بالإنجليزية: Cucumber mosaic virus)‏ هو أحد الفيروسات النباتية. ينتمي إلى جنس فيروس الخيار (بالإنجليزية: Cucumovirus)‏ من فصيلة الفيروسات المنتنة (باللاتينية: Bromoviridae).
يصيب هذا الفيروس عدداً أكبر من النباتات من أي فيروس آخر، حيث يمتلك 191 مضيفاً (عائلاً) ضمن 40 فصيلة 

## طرق الانتقال
ينتقل هذا المرض عن طريق المن وينتشر بدرجة أقل بالوسائل الميكانيكية مثل لمس النباتات. يمكنه الانتقال أيضاً عن طريق نبات الحامول.

## أعراض الإصابة
تتنوع مظاهر الإصابة على النبات حيث تتبرقش الأوراق وتأخذ لوناً أخضراً باهتاً وتكون جلدية المظهر مع ظهور مساحات كبيرة ميتة على الأوراق المسنة وفي نفس الوقت تختزل الأوراق الصغيرة في الحجم وتصبح ضيقة ويتقزم النبات.

### البازيلاء
تظهر الأعراض على الثمار غير الناضجة في صورة بقع صفراء شاحبة اللون أو تقرحات دائرية سوداء غاطسة كما تتشوه الثمار وتصبح ذات سطح متعرج لونه أخضر باهت.

## أهم العوائل
- الخيار
- البازيلاء
- اللوبياء
- فول الصويا
- الفول السوداني
- السبانخ